# Joan XXII
El papa Joan XXII (en llatí: Ioannes PP. XXII; 1244 – 4 de desembre de 1334), nascut Jacques Duèze (o d'Euse), va ser el 196è papa de l'Església catòlica des del 7 d'agost de 1316 fins a la seva mort, el desembre de 1334. Va ser el segon papa d'Avinyó i, entre aquests, el qui més temps va regnar, elegit pels cardenals del Conclave de Lió. Igual que el seu predecessor, Climent V, el papa Joan va centralitzar el poder i els ingressos en el papat i va viure una vida principesca a Avinyó.
Amb 72 anys en el moment de la seva elecció, va inaugurar realment la sèrie dels papes d'Avinyó, després de Climent V (papa de 1305 a 1314), que no s'havia establert definitivament a la ciutat el 1309 i que va morir a Roquemaure (a l'altra banda del Roine, prop d'Avinyó).
Elegit per cardenals desitjosos de trobar un compromís temporal i que esperaven veure'l morir ràpidament, Joan XXII va morir després de divuit anys de regnat, als 90 anys aproximadament.
Joan es va oposar a la política de Lluís IV el Bavarès com a emperador del Sacre Imperi Romanogermànic, que va impulsar Lluís a envair Itàlia i a establir un antipapa, Nicolau V. Joan també es va oposar a la comprensió franciscana de la pobresa de Crist i dels seus apòstols, promulgant múltiples butlles papals per fer complir els seus punts de vista. Això va portar a Guillem d'Ockham a escriure en contra del poder papal il·limitat.
Després d'un procés de tres anys, Joan va canonitzar Tomàs d'Aquino el 18 de juliol de 1323. Un dels sermons de Joan sobre la visió beatífica va provocar una controvèrsia que va durar fins que es va retractar just abans de la seva mort. Joan va morir a Avinyó el 4 de desembre de 1334.
El seu pontificat és responsable de la introducció de la processó del Corpus i de la festa de la Santíssima Trinitat.

## Biografia
Nascut el 1244, Jacques era fill d'Arnaud Duèze, que probablement era un comerciant o banquer de Cahorsin.  Va estudiar dret canònic a Montpeller i teologia a París i finalment es va doctorar en utroque iure a la Universitat d'Orleans. Jacques va ensenyar dret civil a Cahors i més tard dret canònic a Tolosa.  El 1295, era conseller del bisbe Lluís de Tolosa. Després de la mort de Lluís el 1297, Jacques va ser nomenat com a canceller temporal de la Universitat d'Avinyó i el 1299 va ser canonge de Puy. Per recomanació de Carles II de Nàpols va ser nomenat bisbe de Frejús el 1300. Jacques encara era bisbe de Fréjus quan el 1307, un cavaller anomenat Guillem d'Arcis i un sacerdot anomenat Bertrand Recordus van intentar matar-lo. Tots dos van ser empresonats i el 1309 van ser condemnats a mort.
El 1308, Jacques va ser nomenat canceller de Carles II, i va ser a causa de la seva influència que els jocs de gladiadors a Nàpols van ser prohibits. El 18 de març de 1310 va ser nomenat bisbe d'Avinyó. Va emetre dictàmens legals favorables a la supressió dels templers, però també va defensar Bonifaci VIII i la butlla Unam Sanctam. El 23 de desembre de 1312, Climent V el va nomenar cardenal, assignant-li el títol de cardenal prevere de San Vitale. Va deixar aquest títol el 1313 pel de cardenal bisbe de Porto-Santa Rufina. 

### L'elecció al tron
Els límits del poder papal es van convertir en una font de conflicte entre el papa regnant Climent V i l'emperador Enric VII, que va culminar amb la mort sobtada del papa Climent V el 20 d'abril de 1314. Pocs dies més tard, l'1 de maig, vint-i-tres cardenals es van reunir en conclave al palau episcopal de Carpentras, on el difunt pontífex havia traslladat la seva seu poc abans de morir. Del conclave van sorgir tres corrents oposats: els gascons, els italians i finalment els francesos  (els italians només eren 6 de 23). Cap candidatura havia aconseguit obtenir el suport unànime, la qual cosa va provocar una situació d'impàs. La situació era tan dramàtica que el juliol de 1314 Bertrand de Got, nebot del difunt pontífex, va irrompre amb els seus sequaços gascons al palau papal on s'havia reunit l'assemblea de cardenals i va expulsar els cardenals italians, provocant la suspensió de les eleccions. A més, les crides provinents del món de la cultura, inclosa la de Dante Alighieri, que exhortava els cardenals a treballar per l'Església, núvia de Crist, i per a Roma, no van servir de res. faccionsDesprés de dos anys d'inacció, Felip, comte de Poitiers va convocar un conclave papal de 23 cardenals a Lió l'agost de 1316. Felip va prohibir als cardenals de marxar fins que haguessin escollit un nou Papa. El 7 d'agost de 1316, aquest conclave va escollir Jacques Duèze, que va prendre el nom de Joan XXII i va ser coronat a Lió. Va establir la seva residència a Avinyó més que a Roma, continuant el papat d'Avinyó del seu predecessor.

### El·lecció d'Avinyó com a seu papal

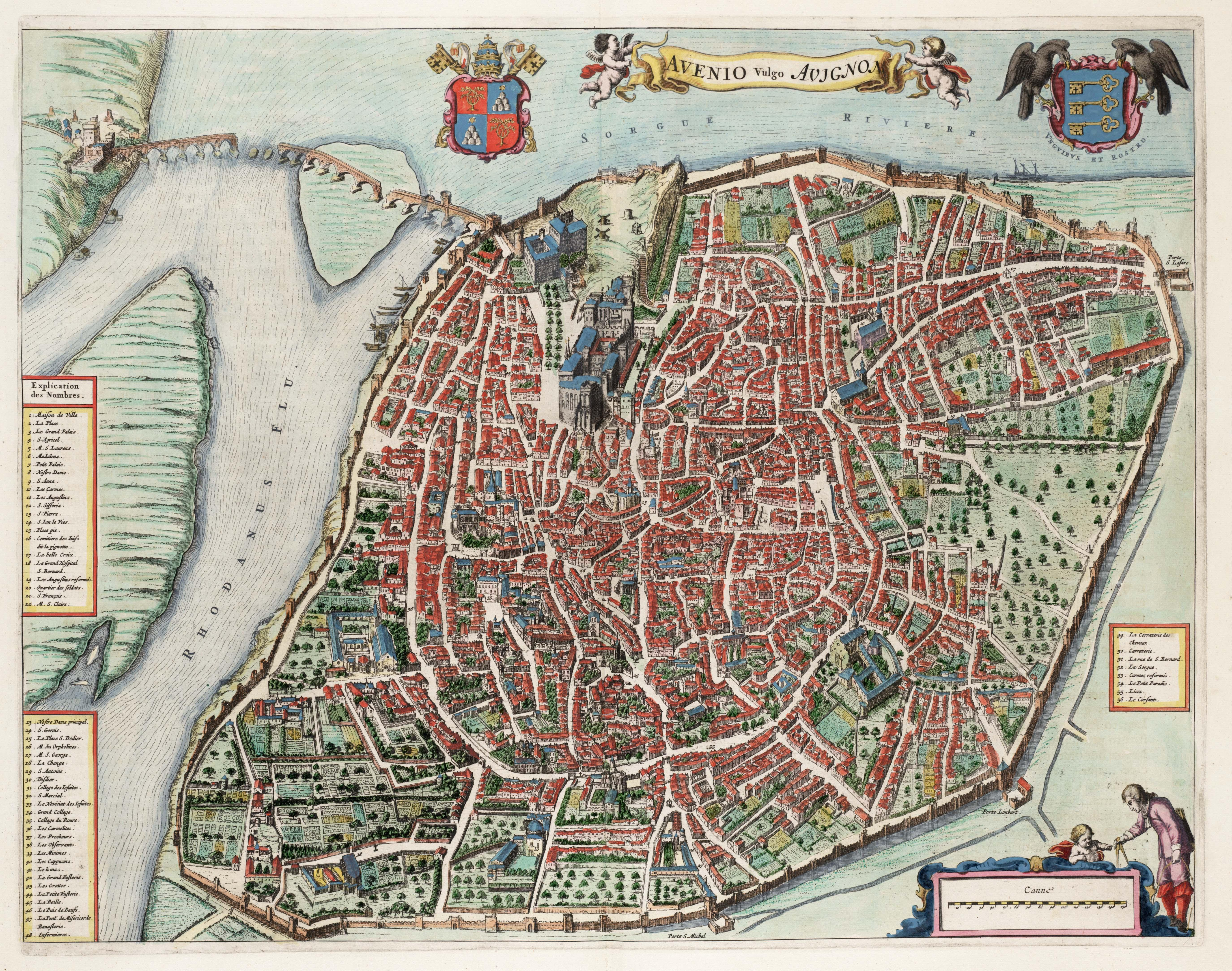
Planell d'Avinyó amb les seves dues muralles i el pont Saint-Bénézet travessant el Roina.

Per a Climent V, predecessor de Joan XXII , Avinyó havia estat més un lloc de parada que una residència. Al contrari, Joan XXII va ser el papa que realment es va establir a Avinyó. Escollir aquesta ciutat tenia molts avantatges. De fet, l'Església ja posseïa el Comtat Venaissin, gràcies al Tractat de París, signat el 12 d'abril de 1229 entre Lluís IX, rei de França, i el comte Ramon VII de Tolosa. Aquest últim especificat en aquest tractat "pel que fa als països i dominis que es troben més enllà d'aquest riu (Roine) a l'Imperi, amb tots els drets que puguin pertànyer a mi, els he cedit de manera precisa i absoluta a perpetuïtat a l'església romana." Avinyó, que no formava part d'aquesta donació perquè la ciutat pertanyia als comtes de Provença, presentava molts avantatges. Es troba a la cruïlla de vies de comunicació, té port fluvial i té el famós pont de Saint-Bénezet, la primera estructura que va creuar el Roine remuntant aquest riu. A més, aquesta ciutat es troba dins d'una riquesa agrícola que produeix els recursos necessaris per abastir una gran població com la de la cort papal.
Només nou dies després de la seva elecció, Joan XXII es reservaà el 16 d'agost de 1316 el traçat del convent dels germans predicadors. El seu nebot Jacques de Via era bisbe d'Avinyó, el va nomenar cardenal sense nomenar un substitut, per tal de tenir el palau episcopal que havia habitat anteriorment. . Sabia que aquests edificis es trobaven a la part més defensada de la ciutat, d'aquí la seva elecció. Es va comprometre a adaptar el seu antic palau a la seva nova posició. . Guasbert Duval (o Gasbert de la Val), vicari general, compatriota del pape i futur bisbe de Marsella, va ser responsable de les adquisicions necessàries per a l'expansió. El 26 d'agost de 1323 va ser nomenat arquebisbe d'Arle, després arquebisbe de Narbonna l'1 d'octubre de 1341 pel papa Benet XII. Les primeres obres foren encarregades a Guillaume de Cucuron. La residència del Papa es troba a l'ala oest, juntament amb les oficines i els apartaments dels seus col·laboradors més propers. El costat nord estava format per l'església parroquial de Saint-Étienne que es transformà en capella pontifícia. A l'est es trobaven les residències dels cardenals nebots, així com diversos serveis. En aquesta ala oriental, però més al sud, hi havia els serveis del tresorer i del camarlenc. Al sud es construí un edifici per a les audiències.

### El pontificat

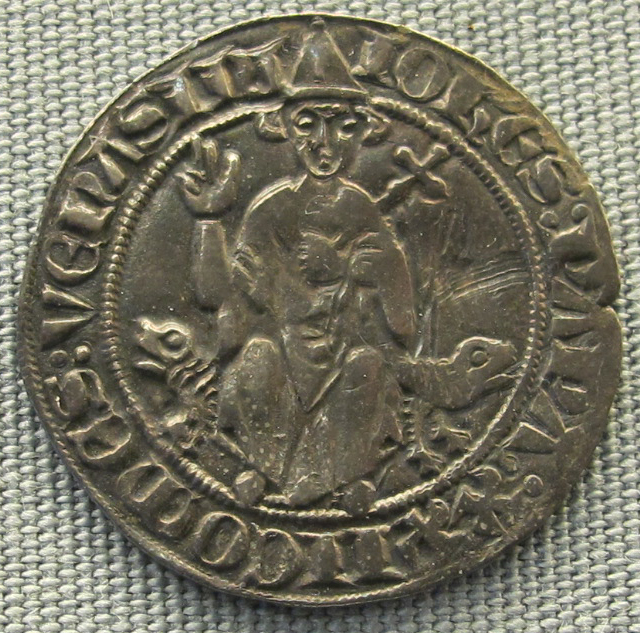
Moneda de Joa XXII

Joan XXII va ser un papa molt ancià per a l'època, després d'haver estat elegit als 72 anys.

#### Govern dels Estats Pontificis
A la seva elecció, Joan va donar 35.000 florins, dels 70.000 que li va deixar Climent V, als cardenals que l'havien votat. Va ser un excel·lent administrador i eficient en la reorganització de l'Església Catòlica. Va afavorir una forma de govern amb molta regulació. Joan era conegut per tenir un temperament, i es va implicar en la política i els moviments religiosos de molts països europeus per tal d'avançar els interessos del papat. Escrivia habitualment a líders no catòlics afirmant la seva autoritat sobre ells.
En general, durant el seu pontificat, Joan XXII afavorí els interessos de França. La seva administració es va caracteritzar sobretot per les polítiques econòmiques, tant que se li va posar el sobrenom de "Papa banquer". Joan XXII va heretar una situació financera força ruïnosa de la Santa Seu per la negligència de la gestió del seu predecessor, i en conseqüència va treballar per garantir l'eficiència de l'administració. Va imposar la prohibició de gaudir de més de dos beneficis, però va augmentar molt el seu nombre, establint també la pràctica de la concessió directa. Va modificar el sistema fiscal, imposant el pagament de les rendes dels beneficis menors a la Santa Seu durant els tres primers anys i va imposar nous impostos.
Històricament són falses les notícies que va redactar o aplicar el llibre Impostos de la Cancelleria Apostòlica i del Sagrat Penitenciari , en què les sumes a pagar per obtenir l'absolució del pecat corresponent, inclòs l'assassinat (fins i tot de nens) i la violació (fins i tot de verges). En realitat, el text - ara reconegut com una falsificació històrica - va ser escrit durant el pontificat del papa Lleó X. (1513-1521).
També va ser un amant de l'art i va cridar artistes de renom a Avinyó; a causa de la seva concepció d'una Església rica, sempre tenia Crist representat a la creu amb una bossa de monedes al costat per demostrar que fins i tot en això, Jesús podria haver estat superior.
També va intervenir directament en la política de la península italiana. De fet, quan el 1317, Frederic I, comte de Montefeltro, va dirigir el gran aixecament gibel·lí al centre d'Itàlia , amb l'objectiu d'apoderar-se d'una sèrie de ciutats al control de l'Església, el Papa va cridar al güelf més obedient i fidel de l'època, Cante Gabrielli, col·locant-lo al capdavant de la milícia Güelfa federada sota l'estendard papal, sota el títol de Capità General de la Lliga Güelfa. Durant aquest encàrrec, Cante Gabrielli va reconquerir per al Papa totes les ciutats i terres ocupades anteriorment pels gibelins.
A instància de Dionís I de Portugal va crear l'Orde de Crist com a successors dels templers a Portugal.

##### El complot per assassinar Joan XXII
vegeu també: Bernat Gui

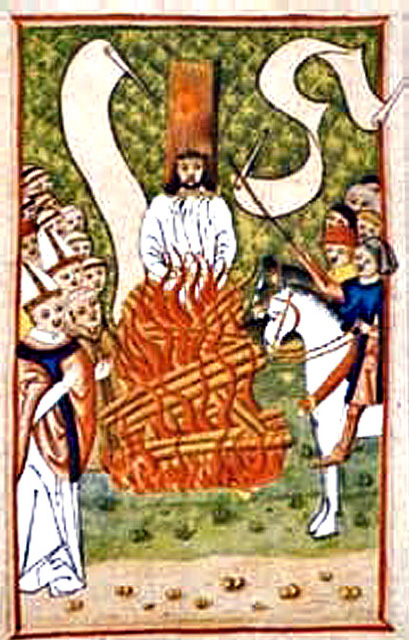
Hugues Géraud va ser cremat viu a Avinyó.

S'havia obert un procediment judicial contra el bisbe de Cahors, Hugues Géraud, acusat de malversació. Aquest últim, en sentir-se perdut, decidí enverinar el papa. Va aconseguir la complicitat de dues persones del palau pontifici: Pons de Vassal i Isar d'Escodata.
Adquirí verins i estatuetes de cera per fer un encanteri sobre el Papa. El ritu es va fer per primera vegada contra Jacques de Via, que va morir el dia 13 de juny de 1317. Tres figures de cera del Papa, de Bertrand du Pouget i de Gaucelme de Jean van ser amagades en pans i confiats a missatgers per portar-los al palau episcopal. L'estranya actitud dels viatgers va cridar l'atenció de la policia papal que va descobrir aquestes voltes. Al final demarç de 1317, tots els implicats, inclòs Hugues Géraud, van ser detinguts. Va ser declarat culpable de l'assassinat de Jacques de Via, degradat de l'episcopat i lliurat al braç secular; perint a la foguera.
Aquesta trama il·lustra les pràctiques d'una època en què l'ús de la bruixeria no era excepcional. Per una butlla papal de 1318, Joan XXII va estendre els poders donats als inquisidors per dur a terme judicis contra les bruixes. L'any 1317, Joan XXII va fer també un judici inquisitorial contra l'arquebisbe d'Aix-en-Provence Robert de Mauvoisin, membre de la família de Climent V i del "partit gascó", antic amic d'Hugues Géraud. Robert de Mauvoisin va ser especialment acusat d'haver utilitzat les prediccions d'un astròleg jueu, Moisès de Trets, per saber quant de temps viuria el Papa i quan era millor enviar-li regals per obtenir la seva bona voluntat. Moisès també li va fer talismans. L'arquebisbe no va ser acusat de bruixeria, sinó que va haver de dimitir, i el va succeir un amic íntim de Joan XXII, Pierre Des Prés

##### Els primers palaus papals

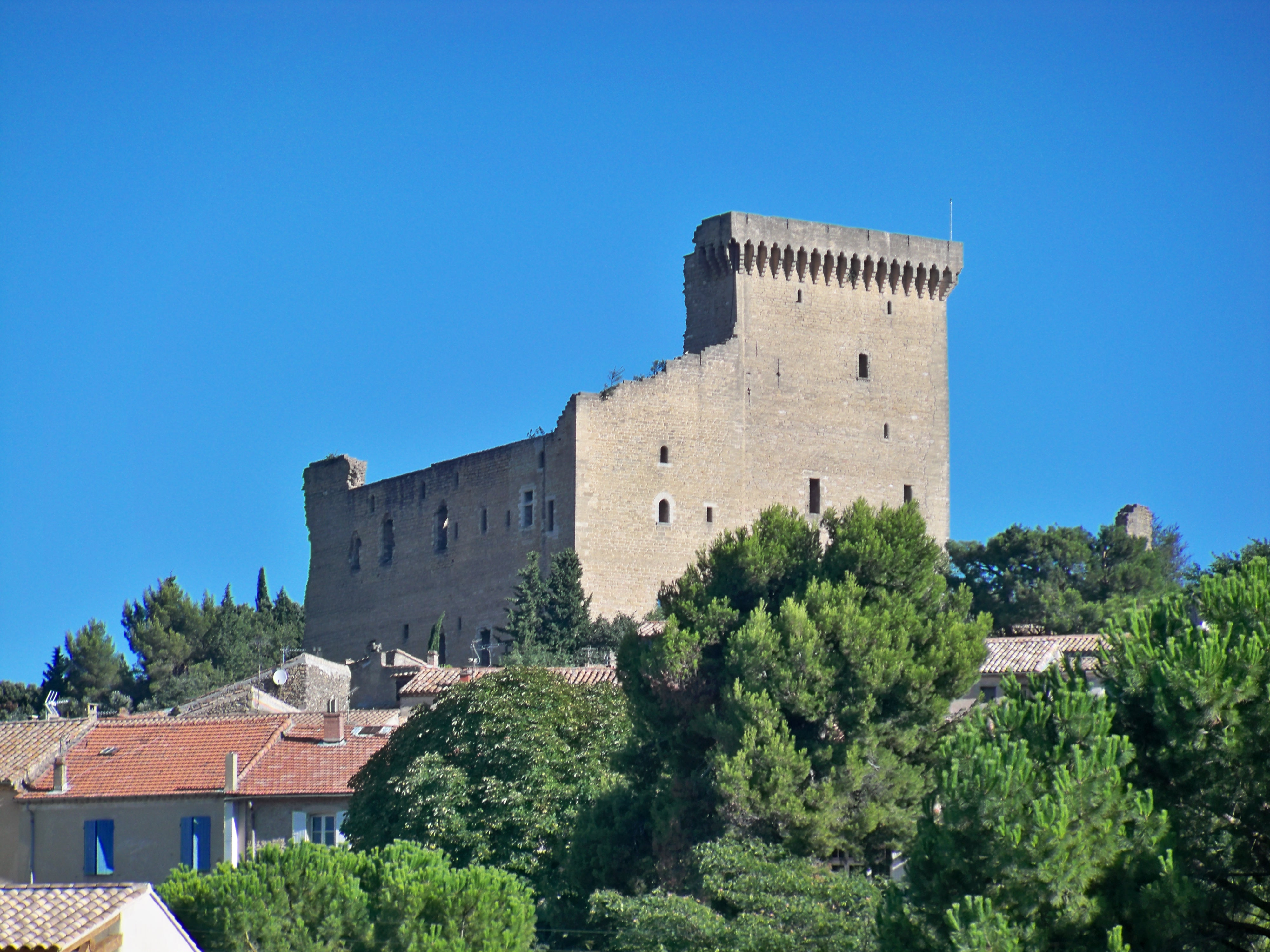
L'antic castell dels papes a Châteauneuf-du-Pape.

A la seva arribada, aprofitant els seus coneixements de la diòcesi d'Avinyó, Joan XXII la reorganitzà. Un dels seus primers actes va ser dotar el palauet del capítol canònic de Notre-Dame des Doms afegint-hi les abadies de Saint-Paul-de-Mausole, a Saint-Rémy-de-Provence, i Saint-Michel de Frigolet, a Barbentane.
Des del primer moment, el nou papa es va establir com un notable administrador i un gran constructor. Amb prou feines instal·lat com a papa, als tres mesos va fer construir un nou castell, en el que havia de ser Châteauneuf-du-Pape. Els comptes de la Reverenda Cambra Apostòlica ens diuen que Joan XXII va dedicar 3.000 florins a la restauració de l'antic castell del segle xii.
L'obra va durar del 1317 al 1333. El seu mestre d'obres fou Raynaud Hébrard i el seu mestre fuster Raymond Mézières. Aquest últim va haver de fer baixar dos trens sencers de fusta a la deriva al Roine pels batedors de Seyssel. Paral·lelament, el pontífex va fer plantar la primera vinya papal per viticultors de Cahors.
Es diu que va ser encara l'amor pel bon vi el que va decidir Sa Sainteté, l'any 1317, a adquirir la terra i la ciutat de Valréas a Joan II , Dofí de Viennois. Aquesta compra es va concloure el 13 d'agost de 1317 per 16.000  lliures parisenques que Joan XXII recuperaria en impostos sobre les ciutats i pobles del Comtat Venaissin. I el 20 de setembre de 1325 va comprar a Giraud Amic de Sabran, la seva vinya de Séoule (avui Sylla), al terroir de Saint-Saturnin-lès-Apt.
Al mateix temps, el pontífex va fer construir altres castells nous a Bédarrides, Barbentane, Châteauneuf-de-Gadagne (aleshores Giraud-Amic), Noves i Saint-Laurent-des-Arbres. Per decorar-los i adornar-los, va fer venir Pierre du Puy, un franciscà de Tolosa conegut com el "pintor del papa", assistit per Pierre Massonnier. Entre 1316 i 1322, l'arquitecte de tots aquests llocs de construcció va ser Guillaume Giraud de Cucuron, a qui el Papa inundaria de beneficis a Noves, Sant-Andiol i faria canonge de Sant-Agricol d'Avinyó.
L'any 1322, quan l'abat de Cluny retornà Pont-de-Sorgues a Joan XXII , on des del 1274 hi havia el taller d'encunyació de monedes pontifícies, el pontífex hi va fer construir el primer palau papal prop del castell que havia pertangut als comtes de Tolosa.

##### La reestructuració de les diòcesis occitanes
Entre 1317 i 1318, el Papa va fer que la majoria de diòcesis del sud de França sofrissin un canvi enorme. A la de Tolosa li va ser amputada les diòcesis de Saint-Papoul el 22 de febrer de 1317, de Lombez el 11 de juliol de 1317 i de Lavaur el 26 de setembre de 1317. Per aprovar la seva reforma, Joan XXII va considerar polític elevar el bisbat de Tolosa a l'estatus d'arquebisbat.26 de maig de 1317. L'arxidiòcesi de Narbona, per la seva banda, va ser amputada de les diòcesis d'Alet, després de la supressió de l'efímer bisbat de Limoux, l'1 de març de 1318 es va crear la de Saint-Pons-de-Thomières per butlla de 18 de febrer de 1317.
Del diòcesi de Clermont es va separar la de Saint-Flour el 22 de febrer de 1318 ; de la diòcesi d'Albi, la de Castres el 1317; i de la diòcesi d'Agen, la de Condom l'any 1317. La diòcesi de Poitiers va ser amputada per crear les de Luçon i Maillezais el 13 d'agost de 1317 ; la diòcesi de Cahors perdé territori en favor de la de Montauban el 25 de juny de 1317; de la de Pamiers, la de Rieux l'11 de juliol de 1317, i de Mirepoix, el 27 de setembre de 1317. De la diòcesi de Périgueux, la de Sarlat ; de la de Llemotges, la de Tulle ; i de la de Rodès, Vabres, tots constituïts com a bisbats el 13 d'agost de 1317.
En multiplicar així els bisbats, el segon papa d'Avinyó, com a bon cadurci va lliurar el poder espiritual als prelats urbans, aliats naturals de la burgesia mercantil. Joan XXII no va oblidar la ciutat dels comtes-bisbes de Cahors en crear-hi una universitat l'any 1332 per tal d'enfortir aquesta elit.

##### Reorganització de l'Orde dels Hospitalers i del Comtat Venaissí

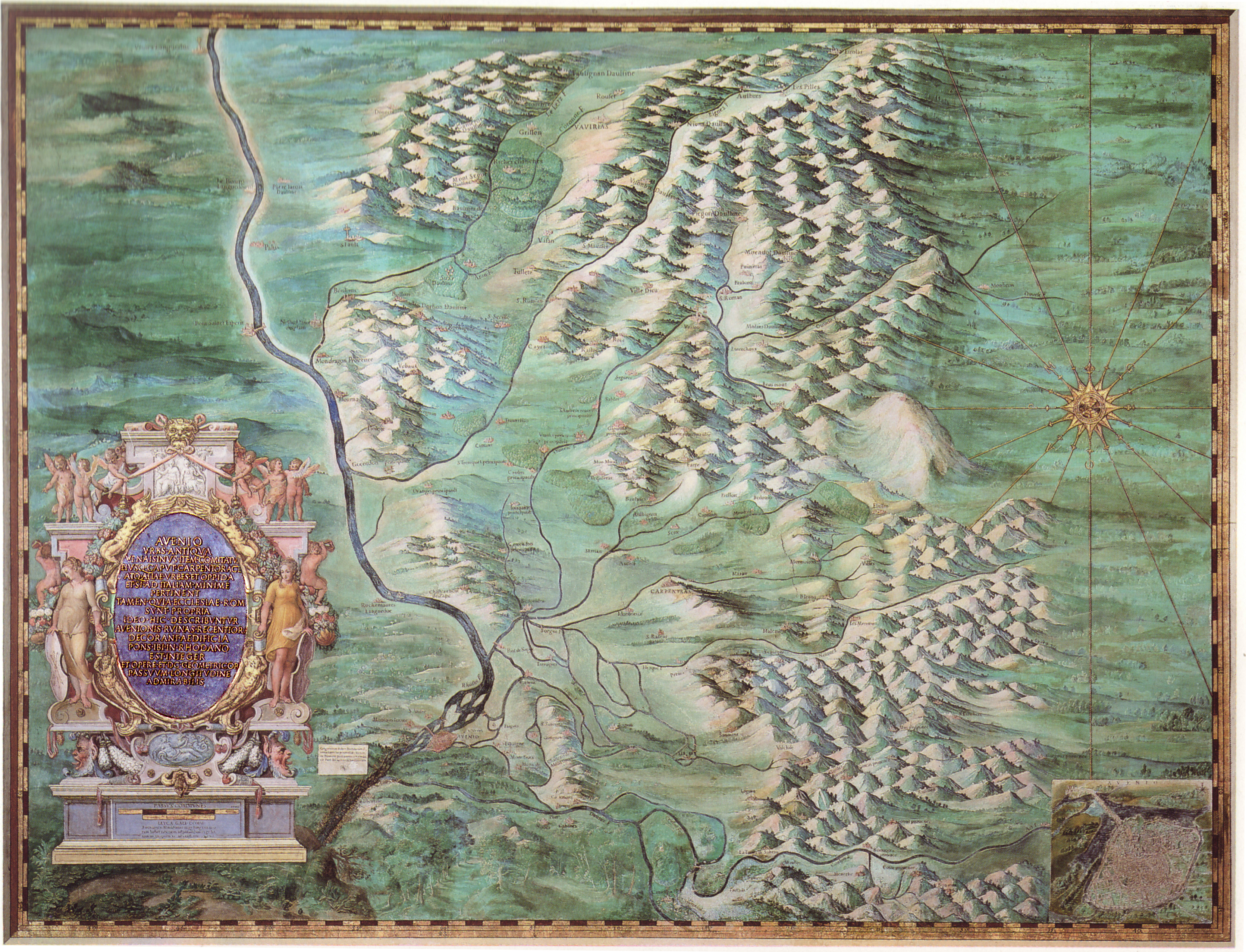
Fresc a la galeria del Vaticà que mostra el Comtat Venaissin, d' Ignazio Danti (1580-1583)..

Per tal d'establir el seu poder com a comte de Venaissí, Joan XXII va informar al Gran Mestre Foulques de Villaret, el 13 de juny de 1317, que volia que se li  retornessin totes les possessions que els Hospitalers de l'orde de Sant Joan de Jerusalem gestionaven al Comtat des del 1276.
L'orde de l'Hospital, mal dirigida per Foulques de Villaret, estava molt endeutada. L'any 1319, els hospitalers van deposar Foulques i el van substituir per Maurice de Pagnac. Joan XXII convoca els dos protagonistes a Avinyó. Per evitar el malbaratament de les possessions, va prohibir l'alienació de terres i va establir nous recursos. Salva així aquesta prestigiós orde.
Aleshores es va dedicar a la reestructuració de l'administració dels seus estats. Per la "butlla del desmembrament", datada el 12 d'abril de 1320, va autoritzar el seu nebot Arnaud de Trian, rector del Comtat, a abandonar Pernes per establir-se a Carpentras que esdevingué així la nova capital de Venaissin.
El 18 de juny de 1319, va nomenar per recomanació dels dignataris de l'ordre el prior de Provença Hélion de Villeneuve gran mestre dels hospitalers.El Papa li va fer transferir els béns gestionats per l'Orde al Comtat.  Els hospitalers de Sant Joan de Jerusalem es van desposseir de tots els seus feus comtadins, dels drets relatius a l'antiga bailía del Temple de Richerenches així com de la majoria de la seva propietat.

##### El Regne de Nàpols
El rei de Nàpols, Robert d'Anjou, comte de Provença, havia escoltat, des del seu segon matrimoni amb Sança de Mallorca, amb oïda favorable les tesis de les fraticels. Entre els ordes mendicants, Joan XXII havia fet la seva elecció i als franciscans, partidaris de la pobresa absoluta de l'Església, va afavorir l'orde dominic que defensava la noció de pobresa relativa de l'Església.

##### Joan XXII i el Casal de Barcelona
La mort del rei Sanç de Mallorca, el 4 de setembre de 1324, havia provocat un conflicte entre Jaume de Mallorca, nebot del difunt però de només 10 anys, i Jaume II d'Aragó. Joan XXII va intervenir i va fer acceptar Felip de Mallorca com a tutor del jove rei. El poble de Perpinyà s'havia apoderat del jove rei, posant-se Perpinyà sota interdit. El 24 de setembre de 1325 es va trobar un compromís: Jaume II d'Aragó va renunciar a tots els seus drets a Mallorca, i Jaume III de Mallorca s'havia de casar amb la filla de l'infant Alfons, gràcies a una dispensa papal. Joan XXII va concedir aquesta dispensa després que el rei d'Aragó hagués pacificat la ciutat de Perpinyà i retornés el jove rei de Mallorca al regent Felip. Joan XXII va aconseguir així un èxit polític brillant.
Davant de l'escalada de les hostilitats entre la Corona d'Aragó i la República de Gènova, va intentar sense èxit aconseguir la pau entre els contendents en 1331.

##### Els germans de la vida pobre i els angevins de Nàpols

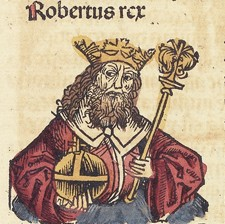
Robert d'Anjou, rei de Nàpols i comte de Provença

Felip de Mallorca, cunyat del rei Robert i "místic estrany i revolucionari", va jutjar prudent, per la seva banda, enfrontar-se amb vigor al papat. El 6 de desembre de 1329 ("Dia de Sant Nicolau"), en un sermó violent, defensà, contra Joan XXII , els béguins i els seus germans de la Vida Pobre, una branca dels fraticels o "zelanti" a Itàlia. Gràcies a la parella reial, aquest franciscà havia ocupat un lloc decisiu a la cort angevina. Va ser a petició seva que Delphine de Sabran, amiga i confident de la reina Sancia, va fer els seus vots de pobresa el 1331 . Per complir la seva promesa, va haver de vendre els senyorius i els béns de terra que li va llegar el 1317 el seu difunt marit Elzéar, comte d'Ariano.
Sota la doble influència de Felip de Mallorca i la comtessa de Sabran, la Cort de Nàpols s'havia convertit en un refugi dels franciscans intransigents. Els capellans reials, Andrea de Galiano i Pietro de Cadeneto, van donar suport a les tesis de Michelle de Cesena. Roberto de Mileto, una altra eminència grisa de la Cort, era proper a Angelo Clareto, el cap pensador dels fraticels. La reina Sança fins i tot havia acollit dos bisbes que havien trencat les seves files: Giovanni de Bartholeo, que havia estat rellevat del seu escó a Calvi, i Guillaume de La Scala, que havia esdevingut el seu confessor.

##### La croada dels pastors

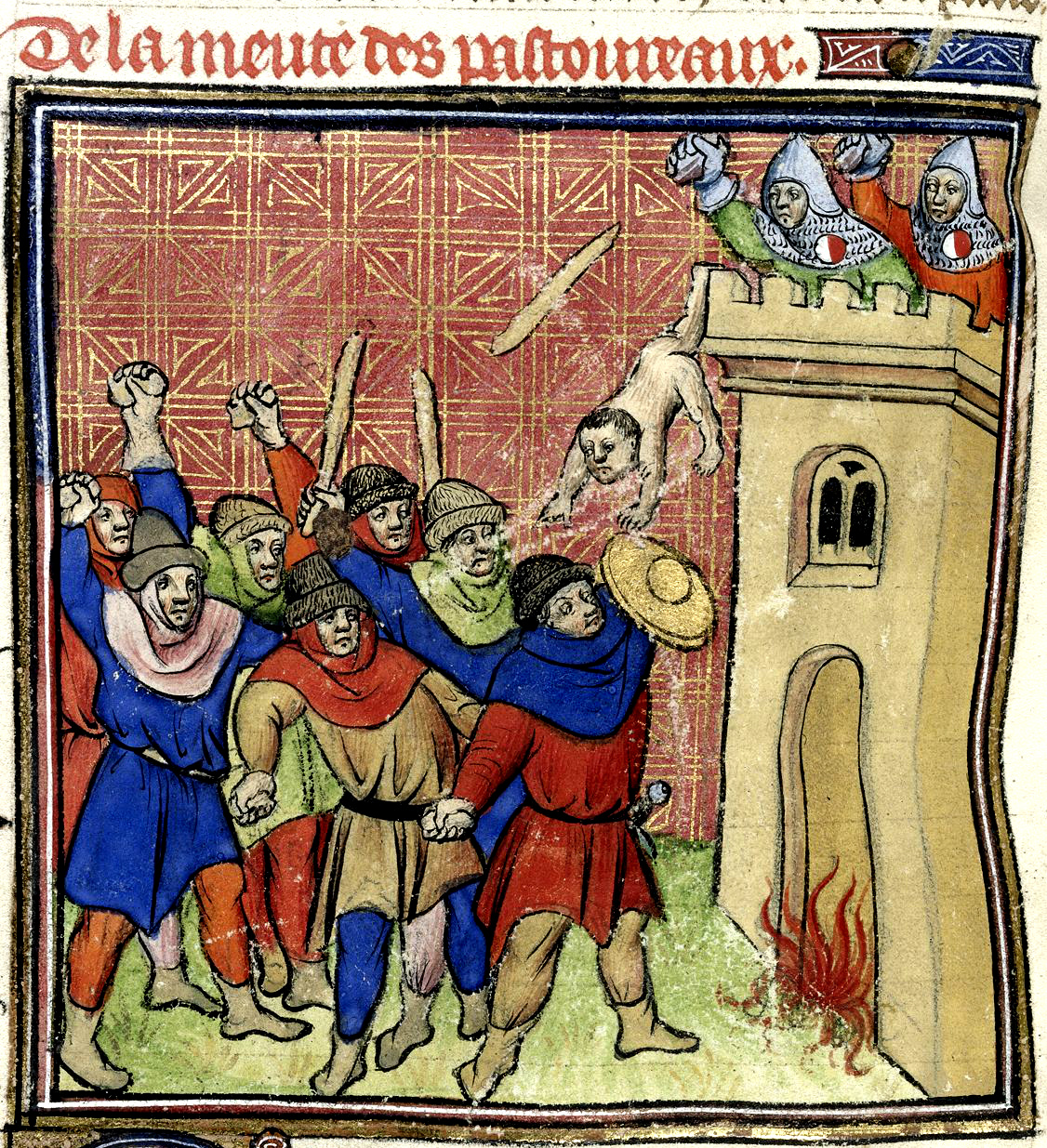
Pastorets assetjant Verdun-sur-Garonne i assassinant 500 jueus

Arran d'un pelegrinatge al Mont-Saint-Michel  grups de miquelets , principalment joves pagesos del nord de França, s'havien organitzat per fer una croada. Aquests són els pastors Aquest vast moviment popular va ser recolzat pels sermons ardents d'un benedictí apòstat i d'un sacerdot interdit per la seva conducta, que els va convèncer de la urgència del "Sant Viatge" per lluitar contra els infidels. En bandes senceres, aquests pastors cometen crims i pogroms arreu del país, des de París fins als Pirineus i el Llenguadoc.
El Papa va acusar aleshores el rei de França, Felip  V , d'irresponsabilitat, i va expressar la seva sorpresa, al seu llegat, Gaucelme de Jean, "que la previsió reial s'hagués deixat de reprimir els excessos i l'exemple perniciós dels Pastourets, que més aviat s'havien d'anomenar "llops, rapinyaires i homicidis", les accions dels quals ofenen greument el poder i la majestat reial, preparant el conjunt de la Divina Majestat, perills inexprimibles si no s'aturen" .
Els pastors van ser finalment esclafats a Carcassona, després d'haver delmat 120 comunitats jueves i assassinat milers dels seus membres.

##### El Papa roba els jueus

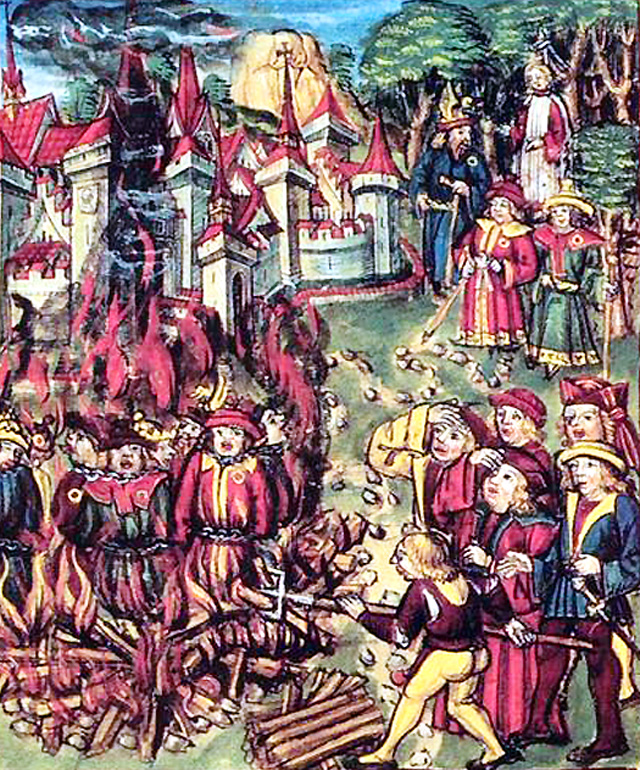
Jueus que porten la roda condemnats a la foguera..

Però les desgràcies dels jueus encara no havien acabat. Carles IV el Bell, tercer fill de Felip el Bell, després de la mort del seu germà Felip, va ser coronat a Reims per l'arquebisbe Raymond de Courtenay, el 9 de febrer de 1322. Tenint en compte que la seva Hisenda era massa limitada, no va dubtar a continuar la política del seu pare i per ordre del24 de juny, va fer expulsar els jueus de França per tal de recuperar els seus béns.
Joan XXII va trobar la mesura excel·lent i, per no ser menyspreat, va fer el mateix amb els jueus d'Avinyó i el Comtat Venaissí, que es van refugiar al Dolfinat i a Savoia. Per completar l'expulsió, el Papa va considerar útil i necessari fer enderrocar les sinagogues de Bédarrides, Bolena, Carpentras, Le Thor, Malaucène, Monteus i Pernes i reviure el 1326 les mesures del Concili del Laterà , imposant als jueus de més de catorze anys i dotze anys d'edat el portar cornailles (barrets amb banyes).
Aquesta caça de jueus no va impedir que la justícia reial investigués el cas d'un bandoler gascó de nom Jourdain de l'Isle. Les seves accions van portar a la seva detenció el maig de 1323, la vigília de la Trinitat. És un nebot per matrimoni de Joan XXII. Acusat de violació, assassinat, robatori i brigandatge, va ser condemnat a mort i executat el mes següent, vestit amb una túnica blanca amb l'escut del Papa. 

#### Govern de l'Església
El seu pontificat va provocar la introducció de la processó del Corpus i la festa de la Santíssima Trinitat, així com la prescripció de recitar l'Àngelus cada dia al capvespre en honor de la Verge.
Joan XXII va establir el tribunal de la Sagrada Rota (anomenat així de la taula rodona en què s'assentien els jutges encarregats dels judicis), i es va oposar a comunitats mixtes com les de les comunitats dels Humiliats, on el mateix edifici allotjava les comunitats masculines i femenines.
Amb la seva butlla Quoniam nulla, del 25 d'octubre de 1317, va renovar la promulgació de les Clementinae, la tercera part del Corpus Iuris Canonici, a causa del seu predecessor el papa Climent V.
També va promoure activitats missioners a l'Orient Mitjà i Àsia, establint diverses diòcesis amb el suport de missioners franciscans i dominics. Entre les diverses diòcesis establertes, recordem en particular : l'arxidiòcesi de Sultaniyya a Pèrsia; l'arxidiòcesi de Sarai al Khanat de l'Horda d'Or; la diòcesi de Kol·lam a l'Índia, sense oblidar l'enfortiment de la missió a la Xina , on el seu predecessor havia erigit l'arxidiòcesi de Khanbaliq.
Després de la derrota definitiva dels cristians contra els musulmans a les croades, va concedir als Frares Menors la Custòdia de Terra Santa enviar dos frares de l'Orde als llocs sants, cada any, entre 1322 i 1327.

##### El Papa contesta les innovacions musicals en va
El compositor i teòric Philippe de Vitry va publicar el seu cèlebre tractat Ars nova a París vers 1320 , on va fer balanç de les innovacions en notació musical que van permetre als compositors de l'època alliberar-se de certes limitacions rítmiques i enriquir el llenguatge musical.
El Papa, sol·licitat per certes autoritats eclesiàstiques, va escriure el 1324-1325 la decretal Docta Sanctorum Patrum en la qual castigava aquestes innovacions i les seves conseqüències: «Es posen tota la seva atenció en mesurar els temps, s'ocupen de fer les notes d'una manera nova, prefereixen compondre els seus antics cants eclesiàstics en comptes de dividir les seves eclesiàstiques. semi-breus i mínims, tallen la cançó amb notes curtes, tallen les melodies amb singlots, contaminen les melodies amb descants i arriben a farcir-les de "triples" i motets en llenguatge vulgar .
Aquest decret va quedar sense efecte i el Papa ho va acceptar, ja que va acabar mostrant la seva estima a Philippe de Vitry arrogant-lo amb beneficis i convidant-lo a Avinyó.

##### El conflicte amb l'emperador Ludovic IV

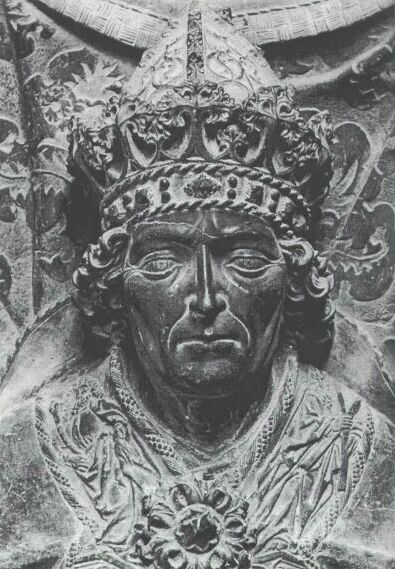
L'emperador Ludovic IV

A la mort d'Enric VII l'estiu de 1313, els prínceps alemanys es van dividir en dos camps: un a favor de Frederic I d'Habsburg, duc d'Àustria i d'Estíria, i l'altre a favor de Ludovic el Bavarès, duc de Baviera.  Inicialment, Joan era neutral i es va abstenir de ser àrbitre.  El 25 de novembre de 1314, Lluís, amb els vots de cinc dels set electors, va ser coronat rei dels alemanys a Aquisgrà, per l'arquebisbe de Magúncia, mentre que Frederic només va rebre dos vots el dia abans. En resposta, l'abril de 1317, Joan va imposar un nou concepte, vacante imperio, atorgant el poder d'administrar l'imperi al papa, que estava recollit dins de la butlla papal Si fratrum.
El papa Joan XXII va convidar els dos contendents a resoldre pacíficament la disputa, però davant la seva negativa va confirmar el nomenament del francès Robert d'Anjou com a vicari papal a Itàlia, ja realitzat pel seu predecessor.
Van seguir anys de dures baralles entre els contendents, però Lluís finalment va superar Frederic, el va derrotar i el va fer presoner a Mühldorf l'any 1322. Havent esdevingut definitivament emperador, Lluís va començar a interessar-se per Itàlia i va nomenar el seu propi vicari general, que naturalment no era Robert d'Anjou i després Joan XXII, l'excomunicà en l'exercici de l'autoritat contra la voluntat papal.
El 1322, davant d'un creixent moviment gibel·lí al nord d'Itàlia, Joan havia donat instruccions al seu llegat papal, Bertrand du Poujet, que demanés una croada contra Milà. Lluís, actuant amb els poders imperials, va enviar un exèrcit per reforçar Milà a principis de 1323. En resposta, Joan va detallar les violacions comeses per Lluís i en no rebre cap resposta el va excomunicar el 23 de març de 1324 i després el va deposar l'11 de juliol. Lluís va convocar un concili de gibelins italians a Trento, on Lluís va declarar el seu suport als franciscans espiritualistes i va denunciar Joan com un papa il·legítim i herètic. Joan va prendre represàlies declarant que qualsevol ciutat que oferís la benvinguda a Lluís seria interdita. Va rebre una ambaixada de Roma que va emetre un ultimàtum de tornar a Roma o patir la submissió de la Ciutat Santa a Lluís IV. Joan va enviar el seu llegat papal, Giovanni Orsini, a Roma, però a Orsini se li va negar l'entrada. Com a represàlia, Orsini va posar Roma sota interdit.
Ludovic va considerar oportú donar suport a la rebel·lió franciscana contra Joan XXII (per això va acollir Michele da Cesena); a més el 1327 va marxar a una expedició a Itàlia, amb l'objectiu d'afirmar la seva possessió de la península com a emperador. Marsili de Pàdua, filòsof i escriptor, autor d'una obra, el Defensor pacis, que li havia costat la condemna del papa el 1327, va oferir els seus serveis "doctrinals" a Ludovic . El magister va acompanyar personalment l'emperador en la seva expedició romana.
Lluís va entrar a Roma el 17 de gener de 1328. A la catedral de Sant Pere, va ser consagrat per dos bisbes cardenals favorables, i coronat pel representant de Roma, Giacomo Sciarra Colonna . Pietro Rainalducci
El 18 d'abril va declarar el papa Joan XXII deposat per heretgia. Llavors, l'emperador va convocar una assemblea de sacerdots i laics que van triar un nou papa: un religiós franciscà, un conegut predicador d' origen rietí, un tal Pietro Rainalducci , que va prendre el nom de Nicolau V. En resposta, Joan, aprofitant la mort de l'arquebisbe Matthias von Buchegg per obtenir un avantatge eclesiàstic i polític, va nomenar a Heinrich von Virneburg com a arquebisbe de Magúncia per ajudar en la lluita contra l'emperador.
Després de passar quatre mesos a Roma, Rainalducci es va retirar amb Lluís IV a Viterbo (la vida de l'emperador va començar a ser difícil a Roma) i es reuní amb ell a Pisa, on Nicolau V va presidir a la catedral, el 19 de febrer de 1329, una cerimònia extravagant en què un titella de palla que representava Joan XXII i vestit amb túnica pontifícia, va ser formalment condemnat, degradat i lliurat al braç secular.
Naturalment, el papa Joan XXII va excomunicar a Rainalducci, el qual, abandonat per Ludovic, que havia tornat a Alemanya i no li interessava la sort del pontífex que havia creat, va anar a Avinyó per demanar perdó. Joan li ho va concedir i l'antic antipapa es va retirar a la meditació i a la reclusió digna al Palau Papal de la seu papal d'Avinyó, on va morir el 1333.

##### La pobresa franciscana
El capítol franciscà, reunit a Perusa l'any 1323, va emetre una circular a tots els germans, declarant ortodoxa la teoria que recolzava la pobresa absoluta de Crist i dels seus apòstols. La teoria ja havia estat titllada d'herètica per la Inquisició i amb aquesta carta el ministre general de l'orde franciscà, Michele de Cesena, va posar en dubte aquesta posició.
Joan XXII estava decidit a suprimir el que considerava que eren els excessos dels espirituals, que lluitaven amb avidesa per la visió que Crist i els seus apòstols no havien posseït absolutament res, citant en suport de la seva visió la butlla Exiit qui seminat del papa Nicolau III . El 7 d'octubre de 1317, Joan XXII va promulgar la butlla Quorumdam exigit, aclarint les butlles anteriors emeses per Nicolau III i Climent V, Exiit qui seminat i Exivi de paradiso, i afirmant inequívocament que l'obediència era una virtut més gran que la castedat o la pobresa. El 26 de març de 1322, amb la butlla Quia nonnunquam, va eliminar la prohibició de discutir l'Exiit qui seminat, i va encarregar a experts que examinessin la idea de pobresa a partir de la creença que Crist i els apòstols no posseïen res. Els experts no estaven d'acord entre ells, però la majoria va condemnar la idea amb l'argument que negaria el dret de l'església a tenir possessions. El capítol franciscà celebrat a Perusa el juny de 1322 va respondre amb dues encícliques que afirmaven que tots els judicis fets per l'Església romana havien de ser considerats com a definitius i no podien ser revocats si no eren erronis. Per la butlla Ad conditorem canonum del 8 de desembre de 1322, Joan XXII va declarar ridícul pretendre que tots els trossos d'aliment donats als frares i menjats per ells pertanyien al papa, es negà a acceptar en el futur la propietat dels béns dels franciscans i els concedia l'exempció d'absolució de la propietat, fins i tot en comú, de qualsevol cosa, fins i tot en comú. propietat. El 12 de novembre de 1323, va emetre la butlla Quum inter nonnullos, que declarava "errònia i herètica" la doctrina que Crist i els seus apòstols no tenien cap possessió. Aleshores Joan XXII va reaccionar amb dues mesures: va derogar el que indicava el papa Nicolau III a la butlla Exiit qui seminat de 1279, segons la qual els franciscans no posseïen res ni com a particulars, ni com a convents, ni com a Orde, sinó que la Santa Seu tenia la propietat de tots els seus béns que aleshores eren gestionats per mitjà de procuradors, i condemnats aquí el 13 de novembre i condemnà com a herètica la tesi expressada a Perusa amb la carta circular del Capítol franciscà. Això va crear un gran escàndol en el món franciscà que es va convertir en hostil al pontífex, però el 1325 la majoria del món ja s'havia alineat amb l'obediència al papa i només una minoria molt activa va continuar la batalla.
Membres influents de l'ordre van protestar, com el ministre general Michele de Cesena, el provincial anglès Guillem d'Ockham i Bonagratia de Bèrgam. En resposta a l'argument dels seus oponents que la butlla Exiit qui seminat de Nicolau III era fixa i irrevocable, Joan XXII va emetre la butlla Quia quorundam el 10 de novembre de 1324, en la qual declarava que de les paraules de la butlla de 1279 no es pot deduir que Crist i els apòstols no tinguessin res, afegint: En efecte, es pot deduir més aviat que la vida evangèlica viscuda per Crist i els Apòstols no excloïa algunes possessions en comú, ja que viure "sense propietat" no requereix que els que viuen així no tinguin res en comú.
Michele da Cesena va ser convocat a Avinyó el 1327. El 22 de maig de 1328 va ser reelegit pels franciscans al càrrec de ministre general. El papa Joan XXII li va imposar una residència forçada a Avinyó , però la nit entre el 26 i el 27 de maig Michele va fugir de la ciutat amb un petit grup de frares, entre ells el filòsof i teòleg Guillem d'Ockham i el canonista Bonagrazia da Bergamo, refugiant-se amb l'emperador Lluís el Bavarès, acampat prop de Pisa.
Joan XXII va destituir Michele del seu càrrec de ministre general amb la butlla Cum Michaël de Caesena del 28 de maig de 1328 i el 6 de juny següent, amb la butlla Dudum ad nostri, Michele, Bonagrazia i Guillem foren excomunicats, condemna que fou renovada posteriorment (butlla Quia vir reprobus Michaël de Caesena del 16 de novembre de 1329), en resposta a l'Appellatio de Michele de Cesena.

##### Paper en la supressió de la bruixeria
El regnat del papa Joan va veure un canvi important en les actituds papals i inquisitorials cap a la supressió de la bruixeria en comparació amb el regnat dels seus predecessors, com el papa Alexandre IV. Kors assenyala el fet que el papa Joan havia estat víctima d'un intent d'assassinat per enverinament i bruixeria com un factor personal darrere d'aquest canvi. Com a tal, la implicació del papa Joan amb la repressió de la bruixeria es pot remuntar oficialment a la seva butlla papal Super illius specula de 1326 en la qual va exposar una descripció dels que es dediquen a la bruixeria. El papa Joan també va advertir a la gent no només d'aprendre màgia o ensenyar-la, sinó de l'acte més "execrable" de fer màgia. El papa Joan va declarar que qualsevol persona que no escoltés la seva advertència "més caritativa" seria excomunicat.  El papa Joan va declarar oficialment que la bruixeria era heretgia, i així es va poder jutjar sota la Inquisició. Tot i que aquesta va ser la decisió oficial de l'església, la primera ordre del papa Joan sobre la màgia provada per la Inquisició va ser en una carta escrita el 1320 pel cardenal Guillem de Santa Sabina. La carta anava dirigida als inquisidors de Carcassona i Tolosa. En la carta, el cardenal Guillem afirma que amb l'autoritat del papa Joan els inquisidors s'havia d'investigar les bruixes per "qualsevol mitjà disponible" com si les bruixes fossin qualsevol altre heretge. La carta continuava descrivint les accions d'aquells que serien vistes com a bruixots i va estendre el poder a la Inquisició per a l'enjudiciament de tots els casos que s'ajustessin a qualsevol part de la descripció exposada a la carta.
Aquest camí seria seguit pels seus successors des de Benet XII fins a Alexandre V, perpetuant la caça de bruixes.

##### Consistoris per a la creació de nous cardenals
El papa Joan XXII va crear 28 cardenals durant el seu pontificat en 6 consistoris separats. D'aquests, tres eren els seus nebots: Giacomo de Via i Gaucelme de Jean , nomenat en el consistori del 17 de desembre de 1316, i el germà del primer, Arnaldo de Via, creat cardenal el 20 de juny de 1317 .

##### Controvèrsia de la visió beatífica
Joan XXII opinava que les ànimes dels difunts que habitaven "sota l'altar de Déu" (Ap 6:9) no havien rebut el judici immediatament després de la mort, sinó que serien a la plena benaventurança o condemnades a l'infern només després del Judici Final. Va presentar aquesta concepció seva sobre la visió beatifica principalment en tres homilies: l'1 de novembre i el 15 de desembre de 1331 i el 5 de gener de 1332.  En la tercera homilia va afirmar que tant els dimonis com els rèprobes aniran al càstig etern de l'infern només després del Judici Final. Per donar suport a la seva concepció, Joan XXII també va escriure una dissertació el 1333.
El rei Felip VI de França va fer un examen realitzat per la Inquisició. L'examen va començar el 19 de desembre de 1333. Per la seva banda, el Papa també va convocar una comissió de cardenals i teòlegs, que el 3 de gener de 1334 al consistori el van induir a declarar que revocaria la seva concepció si es trobava en contradicció amb la doctrina comuna de l'Església. El gener de 1334, en completa oposició a Joan XXII, la Facultat de Teologia de la Sorbona va declarar que després de la mort les ànimes beneïdes són elevades a la visió beatífica. Lluís, sentint l'oportunitat de destituir-lo, va conspirar amb el cardenal Napoleone Orsini per deposar Joan en un concili ecumènic. Joan, considerat per molts com a teològicament incompetent, en els darrers dies de la seva vida va escriure la butlla Ne super his en la qual es retractava de la seva doctrina, acceptant que els que moren en gràcia gaudeixen immediatament de la visió beatífica.. Va morir l'endemà de completar-la. El document va ser trobat i posteriorment emès pel seu successor el papa Benet XII. Avui l'Església catòlica creu que Joan XXII parlava expressant una opinió personal i no ex cathedra. La seva doctrina sobre el judici de les ànimes ha estat recentment reconsiderada en un assaig de la filòsofa Andrea Vaccaro.

### Mort

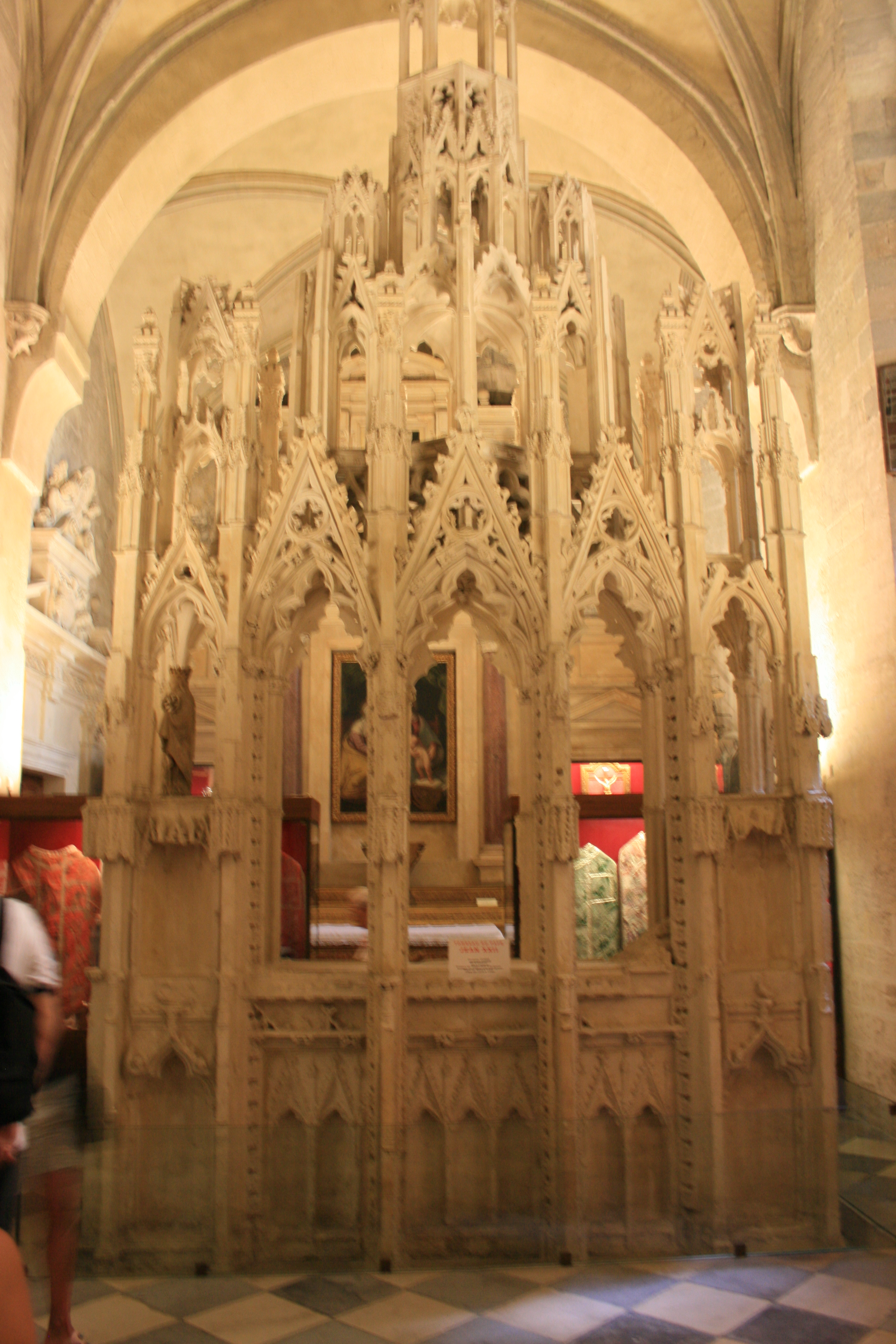
Sepulcre de Joan XXII a la Cambra del Tresor de la catedral de Notre-Dame des Doms d'Avinyó

Joan va morir a Avinyó el 4 de desembre de 1334, als 90 anys d'edat i després de divuit anys de pontificat
Joan XXII , que havia fet ampliar l'església de Notre-Dame des Doms i restaurar els portals, va voler que les seves restes hi fossin enterrades. El seu nebot, Jacques de Via, mort l'any 1317, ja havia estat enterrat en una capella d'aquesta església. La tomba de Joan XXII és un monument magnífic que va servir de model als seus successors. Es tracta d'una tomba de tarima de pedra fina de Pernes amb múltiples campanars. El monument, atribuït a l'escultor anglès Hugh Wilfred, va ser mutilat durant la Revolució i mal restaurat. Totes les estatuetes que adornaven els nínxols han desaparegut, excepte dues que es troben al museu del Petit Palais. L'estàtua trencada del Papa va ser substituïda per la d'un bisbe.
Joan XXII va ser sobretot el gran organitzador de l'administració pontifícia i de l'estructuració del funcionament ordinari de l'Església. Va ampliar la reserva de berenars, va introduir un impost sobre els beneficis i va crear la maquinària d'un govern central. Segons Giovanni Villani va deixar enrere un tresor enorme després de la seva mort:
| «                                        | I observeu que després de la seva mort es van trobar al tresor de l'Església d'Avinyó en monedes d'or encunyades amb un valor i quantitat de vint-i-vuit milions de florins d'or i més; i la ceràmica, corones, creus i mitres i altres joies d'or amb pedres precioses valoro en un gran valor de set milions de florins d'or. | » |
| — (Nova Crònica , Llibre XII, Capítol XX | |   |

## Butlles

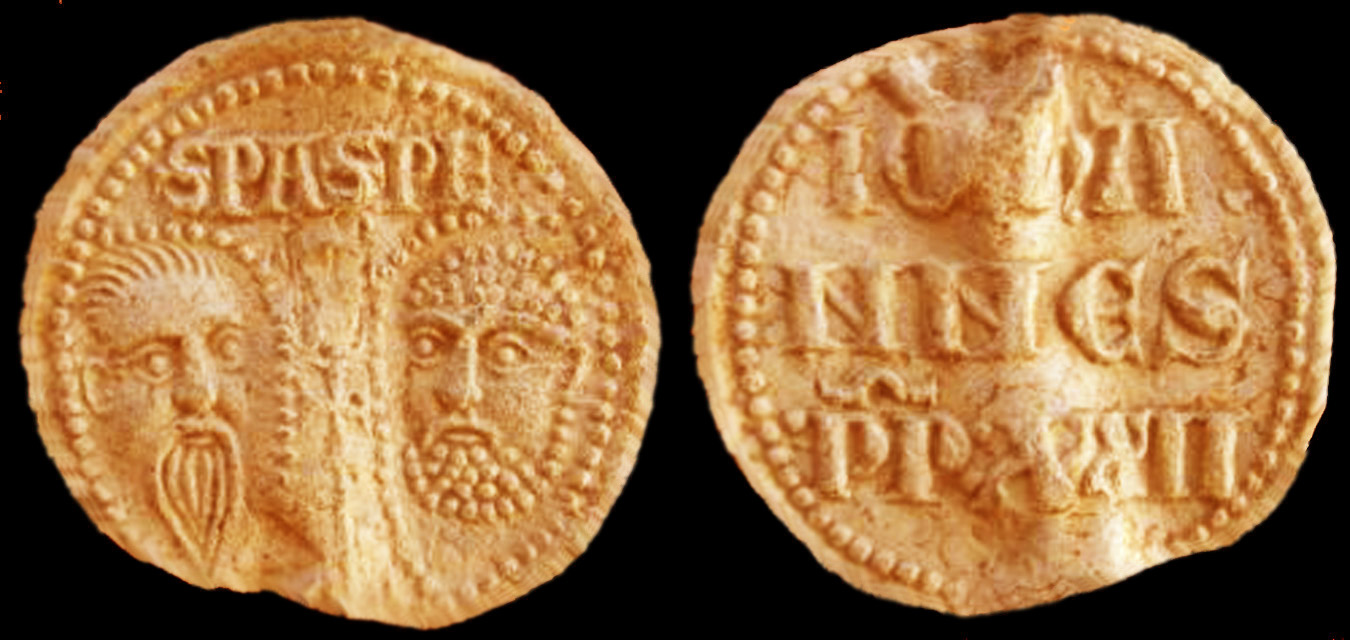
Segell d'una butlla papal de Joan XXII

Les butlles de Joan XXII estan contingudes en 70 volums manuscrits.
- 1317: el18 de febrer, promou l'abadia de Saint-Pons de Thomières en un bisbat, on també és abat el bisbe  Pierre Roger.
- 1317: canonització de Lluís de Tolosa.
- 1317: el 13 de juny, reconeixent l'orde de Montesa , afiliat a Cîteaux, unint al regne de València, dependent del rei d'Aragó, els béns de L'Hospital i del Temple.
- 1317: el 7 d'octubre, Sancta Romana, designant els espirituals franciscans, apostòlics, begards i de l'esperit lliure, anomenats fraticelles, imposant la jerarquia de les tres virtuts monàstiques: obediència, castedat i pobresa.
- 1317: Spondent quas non exhibent, condemnant els alquimistes a multes, declarant infames els laics que practiquen l'art hermètic i degradant els religiosos que el practiquen.
- 1318 : creació de la diòcesi de Sarlat i nomenament del seu primer bisbe Raymond d'Apremont de Roquecorne, monjo benedictí de l'abadia de La Chaise-Dieu.
- 1318: ampliació dels poders donats als inquisidors per iniciar judicis contra les bruixes.
- 1318: Reconeixement de Cambridge com a universitat.
- 1318: 1 de març, fixant els límits de la diòcesi de Saint-Pons-de-Thomières.
- 1319: el 15 de març, Ad ae ex quibus reconeixent els cavallers de Crist.
- 1319: el 27 d'octubre, ordenant la secularització de l'església de Saint-Malo[78]
- 1320: el 12 d'abril, Butlla de desmembrament , autoritzant el seu nebot, Arnaud de Trian, a marxar de Pernes cap a Carpentras , nova capital del Comtat Venaissin , posant el senyoriu de Carpentras sota la seva autoritat i jurisdicció temporal[79]
- 1320 : ordre de despullar l'hàbit religiós del germà Bernard Délicieux
- 1322: impugnant el principi de la pobresa de Crist i dels apòstols.
- 1322: el 8 de desembre, Ad conditionem canonum
- 1323: el 12 de novembre, Cum inter nonnulos condemnant la doctrina de la pobresa de Crist i dels apòstols.
- 1323 o 1324: Docta Sanctorum Patrum sobre el cant litúrgic.
- 1325: el 21 de novembre butlla de disposicions de Raymond d'Apremont de Roquecorne, nomenat bisbe de la diòcesi de Saint-Pons-de-Thomières
- 1326 : acusa l'abat de l'abadia de Saint-Martin de Nevers d'excomunicar Bernard Marchand, un oficial de justícia secular a Autun, culpable d'haver empresonat un monjo[80]
- 1326: Super illius specula, pràcticament equiparant bruixeria amb heretgia[64][81]
- 1329: el 14 de febrer, establint el col·legi de Gaillac , a l'actual Tarn.
- 1329: el 27 de març, In agro dominico condemnant pòstumament 28 proposicions de Meister Eckhart.
- 1331: sobre la visió beatífica.
- 1334: separació d'Itàlia de l'Imperi alemany[m]
- 1334: Ne super his  (supra).

## El Papa Joan XXII a la literatura
El papa Joan XXII és esmentat dues vegades per Dante Alighieri a La Divina Comèdia, concretament al Càntic del  Paradís:

| Ma tu che sol per cancellare scrivi, pensa che Pietro e Paolo che moriro per la vigna che guasti ancor son vivi. Ben puoi tu dire: "L'ho fermo il disiro sì a colui che volle viver solo e che per salti fu tratto al martiro, ch'io non conosco il pescator né Polo". Par., XVIII, 130-136 | Però vosaltres que escriviu només per esborrar, penseu que Pere i Pau, que van morir per la vinya que vau arruïnar, encara són vius. Bé, pots dir: "He fixat el meu desig així per aquell que volia viure sol i que va ser atret a salts al martiri, que no conec el pescador ni a Polo". |
i

| Del sangue nostro Caorsini e Guaschi[82] s'apparecchian di bere: o buon principio, a che vil fine convien che tu caschi! Par., XXVII, 58-60 | Caorsini i Guaschi es preparen per beure la nostra sang oh bon començament, a quin fi vil has de caure! |
Per la seva banda, Umberto Eco situa la seva novel·la El nom de la rosa durant el pontificat de Joan XXII, posant en boca d'alguns dels seus personatges diversos insults dirigits al pontífex. L'autor expressa així com la polèmica entre el Papa i els franciscans va ser profundament sentida i arrelada entre les persones implicades en la causa. Una possible lectura d'El nom de la rosa veu aquesta polèmica com una al·legoria dels fets italians contemporanis o poc anteriors a la publicació del llibre, Els anys de plom: el papa Joan XXII i la cort d'Avinyó representant els conservadors, Ubertino da Casale i els franciscans en el paper dels reformistes, Fra Dolcino i els moviments herètics, vinculats als grups extraparlamentaris, armats o no. Joan XXII és descrit a la novel·la com un individu tortuós i cobdiciós
La figura del cardenal Duèze, que esdevingué Papa amb el nom de Joan XXII , fou popularitzada per la sèrie de televisió Les Rois maudits, una adaptació de la sèrie de novel·les homònimes de Maurice Druon: el seu personatge, que apareix en diversos episodis, va ser interpretat per Henri Virlogeux (llavors per Claude Rich en la versió de 2005 ).
Una sèrie de televisió de vuit parts, emesa a France 2 l'any 2007, La Prophétie d'Avignon, protagonitzada per Louise Monot, fa referència al pontificat de Joan XXII .

## El papa Joan XXII i el vi francès Châteauneuf-du-pape
Al papa Joan XXII li devem l'establiment de les vinyes que van donar lloc a l'elaboració del famós vi francès Châteauneuf-du-pape AOC. Va ser ell qui va cedir les parcel·les de les vinyes a uns viticultors que havia portat amb ell de Cahors. Van recuperar alguns terrenys deixats pels templers expulsats per Felip el Bell i van construir els fonaments que van permetre el desenvolupament del vi Châteauneuf-du-pape. Els successors d'Avinyó del papa Joan XXII van apreciar molt el vi que s'hi produïa, facilitant-ne la producció i el comerç.